# Тюрьма Мармара
Тюрьма Мармара (тур. Marmara Cezaevi) или официально Пенитенциарный лагерь Мармара (тур. Marmara Ceza İnfaz Kurumları Kampüsü), ранее тюрьма Силиври — государственный исправительный комплекс строгого режима в районе Силиври провинции Стамбул в Турции. Основанный в 2008 году, он является самым современным в стране и крупнейшим в Европе пенитенциарным учреждением.
По состоянию на 5 июня 2008 года в Турции содержалось под стражей 96 760 обвиняемых и осужденных. 11 148 из них содержались в десяти исправительных учреждениях закрытого и открытого типа в провинции Стамбул. После открытия тюрьмы Силиври, вмещающей около 11 000 заключенных, число заключенных во всех тюрьмах Стамбула достигло 15 910 человек.
Тюремный комплекс расположен в 9 км к западу от Силиври на шоссе E84, которое соединяет шоссе D.100 с европейской автомагистралью O-3 (E80).
В 2022 году название тюрьмы было изменено на Мармара.

## Тюремный комплекс

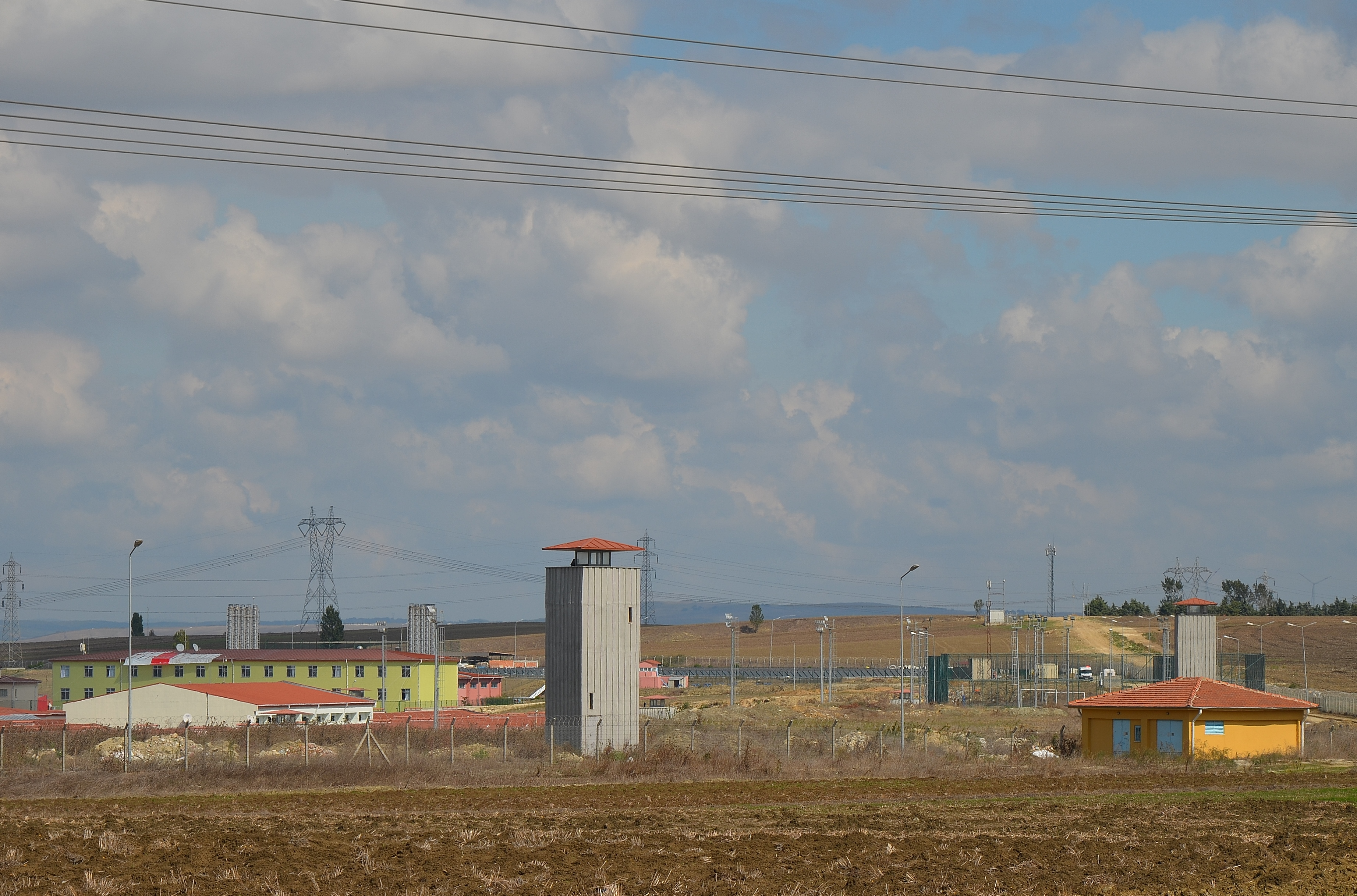
Вид на тюрьму снаружи

Необходимость в тюрьме, расположенной вдали от населенных пунктов, стала необходимостью, поскольку крупнейшая тюрьма Стамбула, тюрьма Байрампаша, хотя и была построена в середине 1960-х годов на окраине, осталась в черте города из-за его быстрого расширения. Другой важной причиной был отказ от устаревших объектов в соответствии с начатой тюремной реформой для эффективной пенитенциарной системы.
Строительство тюрьмы Силиври началось в 2005 году и заняло три года. Занимая площадь 437 000 м² и простираясь на 955 354 м² земли, тюремный комплекс состоит из девяти блоков, одного открытого и восьми закрытых исправительных учреждений типа L, имеющих общую вместимость 10 904 заключенных.
Каждый из восьми закрытых исправительных блоков типа L состоит из 61 блока для размещения до 21 заключенного, четырех комнат на троих и 40 одноместных комнат. Одноместные или трехместные комнаты имеют площадь 12,45 м², открытые дворы — 65,19 м², межобщинный блок — 56,59 м², а блок, вмещающий до 21 человека, — 208,93 м². В каждой секции есть антенный вход для телевизора, радио, небольшая кухня, розетка и кнопка тревоги для вызова тюремного персонала в случае чрезвычайной ситуации.
Девять блоков имеют отдельный доступ за пределами главного входа и также независимо управляются отдельными директорами и их собственным персоналом. Каждый блок имеет трое отдельных ворот, одни для обвиняемых и осужденных, одни для персонала, адвокатов и посетителей и еще одни для материалов.
В комплексе есть парковка на 1500 автомобилей, зал ожидания для посетителей у входа, медицинское учреждение, мечеть, шесть учебных классов, восемь мастерских профессиональной подготовки, две открытые спортивные площадки, крытый спортивный центр, библиотека, торговый рынок, детский сад, ресторан, 500 жилых помещений для персонала и социальные объекты. Шесть распределительных пунктов питания и две водопроводные станции снабжают объект. Для слушаний с большим количеством обвиняемых или осужденных с высоким риском безопасности, внутри кампуса также имеются два зала суда, офисные помещения для судей и прокуроров.
Около 17 000 человек, включая 2000 человек обслуживающего персонала и 1500 посетителей, ежедневно находятся в комплексе. Сообщается, что стоимость строительства составила около 100 миллионов турецких лир (примерно 67 миллионов долларов США на тот момент).

## Безопасность
Тюрьма, в которой работают около 134 сотрудников, оснащена самыми современными устройствами безопасности на контрольно-пропускных пунктах. На входах и выходах установлены двери с датчиками зрения и рентгеновские аппараты для биометрического электронного сканирования.
Каждый человек, даже директор тюрьмы, прокурор или посетитель, проходит проверку рентгеновскими аппаратами перед входом в зал ожидания. Устройство контролируется на двух отдельных дисплеях. Кроме того, изображения радужных оболочек глаз людей с высоким разрешением, персонала тюрьмы только один раз и посетителей каждый раз, записываются для аутентификации с помощью распознавания радужной оболочки глаза.
Фотография каждого заключенного закреплена на внешней стене его камеры. Заключенные могут запереть дверь своей камеры изнутри, чтобы защитить себя от нападений. Дверь камеры можно открыть ключом охранника. Заключенные также могут подать сигнал тревоги службе безопасности тюрьмы, нажав кнопку на стене камеры.
За наружную безопасность объекта отвечают подразделения жандармерии.

## Заключённые
С созданием современных исправительных учреждений в Турции обвиняемые и осужденные содержатся в разных тюрьмах, классифицированных по типу преступления. В тюрьме Силиври отдельное крыло отведено для преступников-мужчин в возрасте от 18 до 21 года, осужденных за несовершеннолетние правонарушения, не связанные с наркотиками. Реформа пенитенциарной системы, направленная на улучшение таких видов деятельности, как образование и обучение, пенологическая реабилитация и психосоциальная реабилитация, осуществляется в тюрьме Силиври.
Сразу после завершения комплекса, около 3500 из 5500 заключенных 40-летней тюрьмы Байрампаша были переведены в Силиври. Переселение обвиняемых и осужденных за такие преступления, как наркотики, кража, убийство или грабеж, началось 6 июня 2008 года.

## Дело Эргенекон
Судебные процессы по делу «Эргенекон», касающиеся организации «Эргенекон», предполагаемой тайной сети, созданной бывшими и действующими военными и сотрудниками служб безопасности, политиками, журналистами, учеными и главарями мафии, которые якобы пытались свергнуть правительство, проходят с 20 октября 2008 года в специально построенном зале суда тюрьмы Силиври.
По соображениям безопасности для проведения судебного процесса по делу «Эргенекон» был выбран тюремный комплекс Силиври. Чтобы избежать рискованной и длительной транспортировки задержанных подозреваемых в здание суда в 80 км от Стамбула, слушания проводятся в зале суда внутри тюремного комплекса.
Однако, поскольку число обвиняемых и, следовательно, число адвокатов, посещающих слушания, увеличивалось в процессе судебного разбирательства, существующий зал суда стал неудовлетворительным. В июне 2009 года спортивный зал тюрьмы был переоборудован на время судебного разбирательства в большой зал суда вместимостью 753 человека, включая обвиняемых, свидетелей, адвокатов, зрителей и представителей прессы. Ложа с перилами, достаточно большая для 180 обвиняемых, расположена в середине зала суда.
Между тем бывший зал суда, изначально рассчитанный на 203 человека, также был расширен и теперь вмещает 405 человек.

## Популярная культура
Среди турецкой молодежи «Силиври холоден» (тур. Silivri soğuktur) — это юмористическая фраза, используемая для обозначения беспокойства человека по поводу выражения критических мнений в адрес президента Турции Реджепа Тайипа Эрдогана из-за цензуры в стране и статьи 299 Уголовного кодекса Турции.

## Известные заключённые

### Арестованные по делам «Эргенекон» и "Кувалда " (2007—2013)
- Мустафа Левент Гёкташ (1959 г.р.), полковник в отставке командования спецназа
- Вели Кючюк (1944 г.р.), бригадный генерал турецкой жандармерии в отставке
- Догу Перинчек (родился в 1942), лидер Турецкой рабочей партии
- Ибрагим Шахин (родился в 1956 году), отставной начальник полиции
- Илькер Башбуг (родился в 1943), бывший начальник Генерального штаба Турции
- Али Ясак (1956 г.р.), авторитет организованной преступности, замешан в скандале в Сусурлуке.
- Барыш Пехливан (1983 г.р.), журналист и писатель
- Тунджай Озкан (родился в 1966), журналист, писатель и политик НРП
- Сонер Ялчин (родился в 1966), журналист и писатель
- Мустафа Балбай (родился в 1960), журналист и политик НРП
- Недим Шенер (1966 г.р.), журналист
- Ахмет Шик (родился в 1970 году), журналист и политик HDP (повторно арестован в 2016 году)
- Хуршит Толон (родился в 1942 г.), отставной генерал, бывший командующий Первой армией
- Четин Доган (родился в 1940 г.), отставной генерал, бывший командующий Первой армией
- Озден Орнек (1943—2018), адмирал в отставке, бывший командующий ВМС Турции.
- Ибрагим Фыртына (родился в 1941 г.), отставной генерал, бывший командующий ВВС Турции
- Энгин Алан (родился в 1945 году), генерал-лейтенант в отставке, бывший командующий силами специального назначения
- Мехмет Хаберал (1944 г.р.), хирург
- Ялчин Кючюк (1938 г.р.), академик

### Арестованые после попытки государственного переворота в 2016 году
- Хусейн Авни Мутлу (1956 г.р.), бывший государственный служащий и губернатор провинции Стамбул
- Хусейн Чапкын (1951 г.р.), бывший начальник полиции провинции Стамбул
- Ахмет Алтан (родился в 1950), журналист и писатель
- Мехмет Алтан (родился в 1953), экономист и писатель
- Кадри Гюрсель (1961 г.р.), журналист
- Дениз Юджель (1973 г.р.), немецкий журналист
- Петер Штойдтнер (родился в 1971), немецкий правозащитник
- Осман Кавала (родился в 1957), бизнесмен и филантроп